# ЖКК Раднички Крагујевац
Женски кошаркашки клуб Раднички Крагујевац је српски кошаркашки клуб из Крагујевца. Клуб је део Спортског привредног друштва Раднички. Тренутно се такмичи у Првој женској лиги Србије.

## Историја
Женски кошаркашки клуб Раднички основан је 1967. године уз сагласност спортског друштва Раднички. Први председник клуба био је Стеван Жиловић. У првој сезони под вођством тренера Јована Антића у Српској лиги Југ клуб је заузео последње место.
Од 1971. године почиње рад са млађим категоријама што је резултовало и бољим резултатима. У највишем степену такмичења први пут су заиграли у сезони 1975/76. Још три пута су након ове сезоне играли у Првој лиги СФРЈ. Године 1986 долази до раздвајања мушког и женског клуба.
Након распада бивше државе, у Прву лигу су се вратиле у сезони 1999/00. У првој деценији двадесет и првог века Раднички је углавном играо у Првој Б лиги, да би се коначно 2009. године пласирао у највиши степен такмичења и од тада је стабилан прволигаш.